# Вытегорский район
Вытего́рский райо́н — административно-территориальная единица (район) и муниципальное образование (муниципальный район) в составе Вологодской области Российской Федерации.
Административный центр — город Вытегра, в 360 км от Вологды и в 170 км до ближайшей железнодорожной станции в городе Подпорожье.

## География
Вытегорский район расположен на северо-западе Вологодской области и граничит с Архангельской, Ленинградской областями и Республикой Карелия.
Крупнейший по площади район в Вологодской области, территория его составляет около 13,1 тыс. км², то есть 9 % общей площади Вологодской области. Наибольшая протяжённость с севера на юг составляет 110 км, а с запада на восток — 170 км. На юге граничит с Бабаевским, Кирилловским, Белозерским и Вашкинским областными районами.
Крупнейшие реки: Ковжа, Большая Индоманка, Малая Индоманка, Корба. Крупнейшие озёра: Онежское озеро, Ковжское озеро, Кемское.

## История
Вытегорский район образован из Вытегорского уезда Постановлением ВЦИК от 1 августа 1927 года в Лодейнопольском округе Ленинградской области, с центром в городе Вытегра.
Население в современных границах Вытегорского района по данным переписи 1897 года — более 46 тыс. человек.
Оценочная численность населения Вытегорского района в современных границах на 1917 год — около 58 тыс. человек.
На основании Постановления ЦИК от 23 сентября 1937 года Вытегорский район вошёл в состав Вологодской области.
Население Вытегорского районах в современных границах по данным переписи 1939 года составляло больше 53 тыс. человек.
С 1 октября 1941 по 24 июня 1944 года часть района была оккупирована финскими войсками. Вокруг тогдашнего райцентра Ошта (Оштинский погост) была организована оборона, которая завершилась с наступлением на Петрозаводск летом 1944 года.
В 1950-е годы в состав Вытегорского района вошла часть территории ликвидированного Оштинского и Ковжинского районов, территория бывшего Андомского района.

## Население
| 1939    | 1959    | 1970    | 1979    | 1989    | 2002    | 2006    | 2009    | 2010    |
| ------- | ------- | ------- | ------- | ------- | ------- | ------- | ------- | ------- |
| 29 272  | ↗51 723 | ↘47 154 | ↘40 318 | ↘37 792 | ↘31 757 | ↗35 500 | ↘29 417 | ↘29 058 |
| 2011    | 2012    | 2013    | 2014    | 2015    | 2016    | 2017    | 2018    | 2019    |
| ↘27 042 | ↘26 592 | ↘26 184 | ↘25 792 | ↘25 302 | ↘24 853 | ↘24 581 | ↘24 376 | ↘23 923 |
| 2020    | 2021    | 2023    |         |         |         |         |         |         |
| ↘23 663 | ↘22 624 | ↘22 200 |         |         |         |         |         |         |

### Урбанизация
Городское население (в городе Вытегра) составляет 46.36 % населения района.

### Национальный состав
По итогам переписи населения 2020 года проживали следующие национальности (национальности менее 0,1 % и другое, см. в сноске к строке «Другие»):
| Национальность | Численность, чел. | Доля     |
| -------------- | ----------------- | -------- |
| Русские        | 21 169            | 93,57 %  |
| Вепсы          | 87                | 0,38 %   |
| Украинцы       | 79                | 0,35 %   |
| Цыгане         | 40                | 0,18 %   |
| Белорусы       | 37                | 0,16 %   |
| Молдаване      | 33                | 0,15 %   |
| Другие         | 1179              | 5,21 %   |
| Итого          | 22 624            | 100,00 % |

## Территориальное устройство
Административно-территориальные единицы
Вытегорский район в рамках административно-территориального устройства, включает 1 город районного значения (Вытегра) и 15 сельсоветов:
| №  | Сельсовет   | Соответствующее муниципальное образование |
| -- | ----------- | ----------------------------------------- |
| 1  | Алмозерский | Алмозерское СП                            |
| 2  | Андомский   | Андомское СП                              |
| 3  | Анненский   | Анненское СП                              |
| 4  | Анхимовский | Анхимовское СП                            |
| 5  | Девятинский | Девятинское СП                            |
| 6  | Казаковский | Оштинское СП                              |
| 7  | Кемский     | Кемское СП                                |
| 8  | Коштугский  | Оштинское СП                              |
| 9  | Макачевский | Андомское СП                              |
| 10 | Мегорский   | Оштинское СП                              |
| 11 | Оштинский   | Оштинское СП                              |
| 12 | Саминский   | Саминское СП                              |
| 13 | Семёновский | Алмозерское СП                            |
| 14 | Тудозерский | Андомское СП                              |
| 15 | Янишевский  | Девятинское СП                            |

Муниципальные образования
Муниципальный район, в рамках организации местного самоуправления, делится на 8 муниципальных образований нижнего уровня, в том числе 1 городское и 7 сельских поселений.
| №        | Муниципальное образование | Административный центр | Количество населённых пунктов | Население (чел.) | Площадь (км²) |
| -------- | ------------------------- | ---------------------- | ----------------------------- | ---------------- | ------------- |
| 1e-06    | Городское поселение:      |                        |                               |                  |               |
| 1        | город Вытегра             | город Вытегра          | 1                             | ↘10 292          | 14,35         |
| 1.000002 | Сельское поселение:       |                        |                               |                  |               |
| 2        | Алмозерское               | посёлок Волоков Мост   | 19                            | ↘517             | 1026,65       |
| 3        | Андомское                 | село Андомский Погост  | 75                            | ↘1951            | 2883,31       |
| 4        | Анненское                 | село Анненский Мост    | 13                            | ↘1693            | 1369,60       |
| 5        | Анхимовское               | посёлок Белоусово      | 25                            | ↘1137            | 1008,49       |
| 6        | Девятинское               | село Девятины          | 14                            | ↘4062            | 1588,55       |
| 7        | Кемское                   | посёлок Мирный         | 26                            | ↘483             | 2253,48       |
| 8        | Оштинское                 | село Мегра             | 33                            | ↘2065            | 2944,04       |

Первоначально в рамках организации местного самоуправления к 1 января 2006 года в муниципальном районе были образованы 1 городское и 15 сельских поселений. В апреле 2009 года были упразднены: Семёновское сельское поселение (включено в Алмозерское с административным центром в посёлке Волоков Мост); Макачевское и Тудозерское (включены в Андомское с административным центром в селе Андомский Погост). В мае-июне 2013 года были упразднены: Коштугское сельское поселение (включено в Мегорское с административным центром в селе Мегра); Янишевское (включено в Девятинское с административным центром в селе Девятины). В ноябре 2016 года были упразднены: Саминское сельское поселение (включено в Андомское с административным центром в селе Андомский Погост); Мегорское, Казаковское (включены в Оштинское с административным центром в селе Мегра).

## Населённые пункты
В Вытегорском районе город и 205 сельских населённых пунктов.
| №   | Населённый пункт    | Тип     | Население (чел.) | Муниципальное образование |
| --- | ------------------- | ------- | ---------------- | ------------------------- |
| 1   | Вытегра             | город   | ↘10 292          | город Вытегра             |
| 2   | Агафоновская        | деревня | 0                | Кемское                   |
| 3   | Александровское     | село    | 254              | Анненское                 |
| 4   | Алексеевское        | посёлок | 0                | Девятинское               |
| 5   | Андомский Погост    | село    | 661              | Андомское                 |
| 6   | Андреевская         | деревня | 39               | Девятинское               |
| 7   | Анненский Мост      | село    | 1893             | Анненское                 |
| 8   | Антоново            | деревня | 16               | Андомское                 |
| 9   | Анхимово            | деревня | 307              | Анхимовское               |
| 10  | Анциферово          | деревня | 9                | Андомское                 |
| 11  | Анциферовская       | деревня | 6                | Кемское                   |
| 12  | Артюнино            | деревня | 4                | Кемское                   |
| 13  | Бадожский Погост    | деревня | 8                | Анненское                 |
| 14  | Бараново            | деревня | 6                | Анхимовское               |
| 15  | Белоусово           | посёлок | 761              | Анхимовское               |
| 16  | Белый Ручей         | деревня | 112              | Девятинское               |
| 17  | Берег               | деревня | ↘17              | Андомское                 |
| 18  | Березина            | деревня | 0                | Андомское                 |
| 19  | Бессоново           | деревня | 93               | Анненское                 |
| 20  | Ближняя Карданка    | деревня | 0                | Анхимовское               |
| 21  | Борисово            | деревня | 0                | Анхимовское               |
| 22  | Борисово            | деревня | 0                | Кемское                   |
| 23  | Боярское            | деревня | 175              | Анхимовское               |
| 24  | Бродовская          | деревня | 27               | Девятинское               |
| 25  | Быково              | деревня | 4                | Оштинское                 |
| 26  | Васюковские Острова | посёлок | 72               | Оштинское                 |
| 27  | Вашуково            | деревня | 0                | Андомское                 |
| 28  | Великий Двор        | деревня | 3                | Алмозерское               |
| 29  | Великий Двор        | деревня | 63               | Андомское                 |
| 30  | Великий Двор        | деревня | 21               | Девятинское               |
| 31  | Великий Двор        | деревня | →0               | Кемское                   |
| 32  | Великий Двор        | деревня | 35               | Андомское                 |
| 33  | Верхнее Понизовье   | деревня | 154              | Оштинское                 |
| 34  | Верхний Рубеж       | село    | 33               | Алмозерское               |
| 35  | Верхняя Водлица     | деревня | 11               | Оштинское                 |
| 36  | Верхняя Кудома      | деревня | 0                | Анхимовское               |
| 37  | Верховье            | деревня | 29               | Оштинское                 |
| 38  | Веселково           | деревня | 0                | Андомское                 |
| 39  | Волоков Мост        | посёлок | 571              | Алмозерское               |
| 40  | Вотолино            | деревня | 0                | Алмозерское               |
| 41  | Гневашевская        | деревня | 20               | Андомское                 |
| 42  | Голяши              | деревня | 12               | Оштинское                 |
| 43  | Голяши              | деревня | 0                | Оштинское                 |
| 44  | Гонгинская          | деревня | 11               | Андомское                 |
| 45  | Гонево              | деревня | 48               | Андомское                 |
| 46  | Гора                | деревня | 0                | Оштинское                 |
| 47  | Горный Ручей        | посёлок | 184              | Оштинское                 |
| 48  | Гуляево             | деревня | ↘21              | Андомское                 |
| 49  | Девятины            | село    | 1064             | Девятинское               |
| 50  | Демино              | деревня | 0                | Андомское                 |
| 51  | Деминская           | деревня | 3                | Кемское                   |
| 52  | Депо                | посёлок | 2563             | Девятинское               |
| 53  | Деревягино          | деревня | 84               | Андомское                 |
| 54  | Дудинская           | деревня | →0               | Кемское                   |
| 55  | Евсинская           | деревня | 0                | Кемское                   |
| 56  | Ежезерский Погост   | деревня | 18               | Анхимовское               |
| 57  | Ежины               | деревня | 6                | Оштинское                 |
| 58  | Елинская            | деревня | 28               | Кемское                   |
| 59  | Ераково             | деревня | 0                | Кемское                   |
| 60  | Еремеевская         | деревня | 0                | Алмозерское               |
| 61  | Ерчино              | деревня | 0                | Кемское                   |
| 62  | Желвачево           | деревня | 3                | Андомское                 |
| 63  | Житное              | деревня | 18               | Анхимовское               |
| 64  | Загородская         | деревня | 0                | Андомское                 |
| 65  | Замошье             | деревня | 0                | Анхимовское               |
| 66  | Захарьино           | деревня | 44               | Анхимовское               |
| 67  | Иваковская          | деревня | 0                | Кемское                   |
| 68  | Ивановская          | деревня | 14               | Алмозерское               |
| 69  | Игнатово            | деревня | 19               | Кемское                   |
| 70  | Ильина              | деревня | 0                | Кемское                   |
| 71  | Исаково             | деревня |                  | Андомское                 |
| 72  | Кабецово            | деревня | 4                | Кемское                   |
| 73  | Калиновская         | деревня | 0                | Андомское                 |
| 74  | Каньшино            | деревня | 16               | Андомское                 |
| 75  | Карданга            | деревня | ↘0               | Оштинское                 |
| 76  | Карповская          | деревня | 22               | Алмозерское               |
| 77  | Кедра               | деревня | 0                | Оштинское                 |
| 78  | Климовская          | деревня | ↘3               | Андомское                 |
| 79  | Князево             | деревня | 59               | Андомское                 |
| 80  | Кожино              | деревня | 4                | Андомское                 |
| 81  | Койбино             | деревня | 8                | Алмозерское               |
| 82  | Кондушский Погост   | деревня | 110              | Оштинское                 |
| 83  | Конецкая            | деревня | 3                | Алмозерское               |
| 84  | Конецкая            | деревня | 44               | Анненское                 |
| 85  | Коровкино           | деревня | 3                | Андомское                 |
| 86  | Костручей           | посёлок | 23               | Анненское                 |
| 87  | Коштуги             | село    | 91               | Оштинское                 |
| 88  | Крюковская          | деревня | 9                | Андомское                 |
| 89  | Кузнецово           | деревня | 0                | Андомское                 |
| 90  | Кузнецово           | деревня | 3                | Кемское                   |
| 91  | Кузьминка           | деревня | 11               | Алмозерское               |
| 92  | Кузьминская         | деревня | 0                | Кемское                   |
| 93  | Курвошский Погост   | деревня | ↘0               | Оштинское                 |
| 94  | Куры                | деревня | 0                | Девятинское               |
| 95  | Кюрзино             | деревня | 13               | Андомское                 |
| 96  | Кюршево             | деревня | 4                | Оштинское                 |
| 97  | Кябелово            | деревня | 0                | Анненское                 |
| 98  | Ладина              | деревня | 8                | Андомское                 |
| 99  | Ларшина             | деревня | 22               | Оштинское                 |
| 100 | Ларьково            | деревня | 0                | Андомское                 |
| 101 | Лахново             | деревня | 0                | Андомское                 |
| 102 | Лема                | деревня | 0                | Анхимовское               |
| 103 | Лема                | деревня | 47               | Оштинское                 |
| 104 | Лоза                | деревня | 3                | Анненское                 |
| 105 | Лойчино             | деревня | 3                | Алмозерское               |
| 106 | Макачево            | деревня | ↘144             | Андомское                 |
| 107 | Маковская           | деревня | 20               | Андомское                 |
| 108 | Марино              | деревня | 64               | Андомское                 |
| 109 | Марково             | деревня | 17               | Девятинское               |
| 110 | Матвеево            | деревня | 5                | Кемское                   |
| 111 | Мегра               | село    | 469              | Оштинское                 |
| 112 | Межозерье           | посёлок | 130              | Оштинское                 |
| 113 | Мирный              | посёлок | ↗957             | Кемское                   |
| 114 | Мироново            | деревня | 18               | Кемское                   |
| 115 | Митино              | деревня | 51               | Алмозерское               |
| 116 | Митино              | деревня | 0                | Анхимовское               |
| 117 | Митрово             | деревня | 7                | Андомское                 |
| 118 | Михалево            | деревня | 95               | Андомское                 |
| 119 | Морозово            | деревня | 5                | Анненское                 |
| 120 | Мостовая            | деревня | 12               | Оштинское                 |
| 121 | Мошниковская        | деревня | 9                | Анхимовское               |
| 122 | Насонова            | деревня | 0                | Андомское                 |
| 123 | Нижнее Понизовье    | деревня | 107              | Оштинское                 |
| 124 | Нижняя Водлица      | деревня | 137              | Оштинское                 |
| 125 | Нижняя Кудома       | деревня | 0                | Анхимовское               |
| 126 | Никольская Гора     | деревня | 0                | Анхимовское               |
| 127 | Никулино            | деревня | 3                | Андомское                 |
| 128 | Новая               | деревня | 0                | Кемское                   |
| 129 | Новая Деревня       | деревня | 0                | Андомское                 |
| 130 | Новая Сельга        | деревня | 7                | Андомское                 |
| 131 | Новинка             | деревня | 0                | Оштинское                 |
| 132 | Новинки             | посёлок | 6                | Девятинское               |
| 133 | Новостройка         | посёлок | 162              | Алмозерское               |
| 134 | Озерки              | деревня | 32               | Анхимовское               |
| 135 | Озерное Устье       | деревня | →0               | Оштинское                 |
| 136 | Озерное-Устье       | деревня | 5                | Андомское                 |
| 137 | Озеро               | посёлок | 18               | Андомское                 |
| 138 | Октябрьский         | посёлок | 590              | Андомское                 |
| 139 | Ольково             | деревня | 3                | Андомское                 |
| 140 | Опарино             | деревня | 3                | Андомское                 |
| 141 | Опово               | деревня | 12               | Андомское                 |
| 142 | Остров              | деревня | 0                | Андомское                 |
| 143 | Ошта                | село    | ↘1002            | Оштинское                 |
| 144 | Павликовская        | деревня | →0               | Андомское                 |
| 145 | Павшозеро           | посёлок | 327              | Анненское                 |
| 146 | Палозеро            | деревня | 84               | Оштинское                 |
| 147 | Палтога             | деревня | 261              | Оштинское                 |
| 148 | Панкратово          | деревня | 0                | Кемское                   |
| 149 | Паново              | деревня | 0                | Андомское                 |
| 150 | Паньшино            | деревня | 5                | Андомское                 |
| 151 | Патрово             | деревня | 5                | Анхимовское               |
| 152 | Перевоз             | деревня | 4                | Андомское                 |
| 153 | Пигарево            | деревня | 0                | Андомское                 |
| 154 | Пирогово            | деревня | 6                | Андомское                 |
| 155 | Порог               | деревня | 5                | Андомское                 |
| 156 | Прокшино            | деревня | 136              | Кемское                   |
| 157 | Прячево             | деревня | 13               | Кемское                   |
| 158 | Пустошь             | деревня | 0                | Андомское                 |
| 159 | Пустошь             | деревня | 4                | Оштинское                 |
| 160 | Пытручей            | деревня | 0                | Андомское                 |
| 161 | Рахкова Гора        | деревня | 0                | Анхимовское               |
| 162 | Ребово              | деревня | 34               | Андомское                 |
| 163 | Рогозино            | деревня | 0                | Алмозерское               |
| 164 | Рубцово             | деревня | 28               | Андомское                 |
| 165 | Ручей               | деревня | ↘0               | Оштинское                 |
| 166 | Руяково             | деревня | 9                | Андомское                 |
| 167 | Рюмино              | деревня | 0                | Анненское                 |
| 168 | Савино              | деревня | 14               | Девятинское               |
| 169 | Саминский Погост    | деревня | ↘21              | Андомское                 |
| 170 | Северный            | посёлок | 0                | Девятинское               |
| 171 | Семёновская         | деревня | 11               | Алмозерское               |
| 172 | Сергеево            | деревня | 0                | Андомское                 |
| 173 | Сидорово            | деревня | 3                | Андомское                 |
| 174 | Силово              | деревня | 21               | Андомское                 |
| 175 | Симаново            | деревня | ↘19              | Оштинское                 |
| 176 | Сорокополье         | деревня | 260              | Андомское                 |
| 177 | Сорочье Поле        | деревня | 4                | Андомское                 |
| 178 | Сперово             | деревня | 114              | Анхимовское               |
| 179 | Спицыно             | деревня | 3                | Андомское                 |
| 180 | Средний Рубеж       | деревня | 7                | Алмозерское               |
| 181 | Стансельга          | деревня | 0                | Анхимовское               |
| 182 | Старое Петровское   | деревня | 16               | Алмозерское               |
| 183 | Старцево            | деревня | 3                | Алмозерское               |
| 184 | Степановская        | деревня | 0                | Алмозерское               |
| 185 | Степановская        | деревня | 0                | Кемское                   |
| 186 | Сяргозеро           | деревня | 16               | Оштинское                 |
| 187 | Татариха            | деревня | 3                | Кемское                   |
| 188 | Терово              | деревня | 10               | Андомское                 |
| 189 | Тикачево            | деревня | 0                | Андомское                 |
| 190 | Титово              | деревня | 25               | Андомское                 |
| 191 | Трошигино           | деревня | 54               | Андомское                 |
| 192 | Трутнево            | деревня | 37               | Оштинское                 |
| 193 | Тудозерский Погост  | деревня | 131              | Андомское                 |
| 194 | Ужла                | посёлок | 55               | Анненское                 |
| 195 | Ундозерский Погост  | деревня | 28               | Анхимовское               |
| 196 | Устеново            | деревня | 4                | Андомское                 |
| 197 | Устье               | деревня | 5                | Андомское                 |
| 198 | Федоровская         | деревня | 0                | Анхимовское               |
| 199 | Чеково              | деревня | 0                | Андомское                 |
| 200 | Шестово             | деревня | 54               | Анхимовское               |
| 201 | Шлобино             | деревня | 0                | Андомское                 |
| 202 | Щекино              | деревня | 54               | Андомское                 |
| 203 | Щетинино            | деревня | 17               | Анхимовское               |
| 204 | Якшино              | деревня | 17               | Анненское                 |
| 205 | Ялосарь             | деревня | ↘135             | Девятинское               |
| 206 | Янишево             | посёлок | ↗439             | Девятинское               |

### Новообразованные населённые пункты
В 2001 году были упразднены и объединены во вновь образованные населённые пункты:
- деревни Железная Горка, Мегорский Погост и Ушакова — в село Мегра Мегорского сельсовета;
- деревни Марковская, Алексеевская, Васюковская, Дудниковская, Захарьевская, Иевлевская-2, Лукинская, Люговская, Мининская и Павловская — в село Коштуги Коштугского сельсовета;
- деревни Антоновская, Никоновская, Павловская, Федьковская и Якушевская — в деревню Сяргозеро Коштугского сельсовета;
- деревни Пустошь-Манойловская, Пустошь-Якушевская и Чикова Гора — в деревню Пустошь Коштугского сельсовета;
- деревни Анхимовская, Горка, Ефстифеевская и Тарасьевская — в деревню Верхняя Водлица Оштинского сельсовета;
- деревни Даниловская, Никитинская, Патракеевская и Перхинская — в деревню Нижняя Водлица Оштинского сельсовета.

### Упразднённые населённые пункты
В 2020 году были упразднены деревни Саминского сельсовета: Лечино, Мишино, Усть-Пажье.

## Экономика
По результатам сводного ранжирования районов области по темпам роста основных показателей Вытегорский район в 2008 году занял 26 место (из 26 районов). По росту объёма платных услуг населению район находится на 8 месте в области, по росту оборота розничной торговли — на 9 месте, по росту инвестиций в основной капитал и численности безработных — на 11 месте, по росту просроченной кредиторской задолженности — на 13 месте и по росту поступлений собственных доходов в районный бюджет занимает 21 место.
По результатам сводного ранжирования районов области по основным показателям в расчёте на одного жителя Вытегорский район занимает 13 место: 4 — по инвестициям в основной капитал, 5 — по поступлению собственных доходов в районный бюджет, 9 — по обороту розничной торговли и средней заработной плате, 11 — по объёму промышленного производства, последнее (26) место — по производству продукции животноводства.
Важнейшим показателем, характеризующим результат работы всех отраслей экономики района, является объём отгруженной продукции, выполненных работ, услуг. За 2008 год отгружено товаров собственного производства, выполнено работ, услуг на сумму 3509,9 млн руб., что на 7,2 % превышает объём отгруженной продукции в 2007 году, но в сопоставимых ценах отмечается снижение на 5 %.
В начале 2010-х годов наблюдался приток частных инвестиций в туристическую сферу района. Построен гостиничный комплекс «Wardenclyffe Volgo-Balt» в г. Вытегра, ряд гостевых домов, в том числе в д. Ежезеро и д. Исаково.

## Транспорт
Город Вытегра — крупный узел автомобильных дорог, здесь проходят федеральная автодорога А119 Вологда — Медвежьегорск (часть маршрута Москва-Мурманск), а также региональные Лодейное Поле — Вытегра и Р1 Анненский мост—Плесецк (части маршрута Санкт-Петербург-Архангельск).
Онежское озеро является узловым для речного транспорта, через район проходит Волго-Балтийский водный путь, связывающий волжскую речную систему с беломорской и балтийской.
В районе нет магистральных железных дорог, но действует изолированная Белоручейская узкоколейная железная дорога, соединяющая лесной посёлок Янишево с берегом Волго-Балтийского канала.

## Известные уроженцы
- Аверин, Николай Степанович (1908—1944), Герой Советского Союза
- Бараев, Александр Иванович (1908—1985), советский агроном, Герой Социалистического труда
- Клюев, Николай Алексеевич (1884—1937), русский поэт, представитель так называемого новокрестьянского направления в русской поэзии XX века.
- Кузнецов, Николай Иванович (1922—2008, Герой Советского Союза, полный кавалер ордена Славы (один из четверых полных кавалеров ордена Славы, удостоенных звания Герой Советского Союза)

## Достопримечательности
- Церковь Богоявления в селе Акулово (входит в состав Палтогского погоста).
- Андома гора
- Водопад Падун
- Музей под открытым небом «Оштинский рубеж»
- Церковь Богоявления Господня в Палтоге
- Геоглиф «Ленин». В феврале 2019 года включен в список выявленных объектов культурного наследия Вологодской области.